# Rakovník (stacja kolejowa)
Rakovník – stacja kolejowa w Rakovníku, w kraju środkowoczeskim, w Czechach. Jest ważnym węzłem kolejowym o znaczeniu regionalnym. Znajduje się na wysokości 325 m n.p.m.
Jest zarządzana przez Správę železnic. Na stacji znajdują się kasy biletowe, na których istnieje możliwość zakupu biletów na wszystkie pociągi w tym międzynarodowe oraz rezerwacji miejsc.

## Linie kolejowe
- 120 Praha - Kladno - Lužná u Rakovníka - Rakovník
- 126 Most - Louny - Rakovník
- 161 Rakovník - Bečov nad Teplou
- 162 Rakovník - Mladotice
- 174 Beroun - Rakovník